# Rubén Michavila
Rubén Michavila Jover (Barcellona, 11 maggio 1970) è un ex pallanuotista spagnolo, vincitore di una medaglia d'argento ai giochi olimpici di Barcellona 1992.